# Latte e cozze
Latte e cozze è un album dal vivo di Benito Urgu che raccoglie le sue barzellette più famose. Uscito inizialmente in musicassetta, è stato ristampato su CD nel 2003 da Frorias Edizioni.

## Tracce
Tutti i brani e le gag sono di Benito Urgu.
1. Latte & cozze (Parte prima) – 17:04
2. Latte & cozze (Parte seconda) – 19:13

Durata totale: 36:17